# Zemský okres Mohuč-Bingen
Zemský okres Mohuč-Bingen (německy Landkreis Mainz-Bingen) je zemský okres v německé spolkové zemi Porýní-Falc. Okresním městem je Ingelheim. Vznikl v roce 1969 sloučením okresů Mainz a Bingen.

## Historie
Během Napoleonovy okupace byl okres součástí departementu Mont-Tonnerre. Po Vídeňském kongresu se oblast severně od řeky Nahe stala součástí pruského Porýní, nicméně největší část oblasti se stala součástí Hesenského velkovévodství. Tato část byla nazývána Rýnské Hesensko. V roce 1835 vznikl na jeho místě okres Mainz (Mohuč), v roce 1852 vznikl okres Oppenheim, ke kterému bylo přiděleno část území okresu Mainz.

## Politika

### Zemští radové
- 1969–1976: Heribert Bickel (CDU)
- 1977–1985: Johann Wilhelm Römer (CDU)
- 1985–1991: Gerulf Herzog (CDU)
- 1992-2017: Claus Schick (SPD)
- od 1. října 2017: Dorothea Schäfer (CDU)

## Města a obce
Města:
1. Bacharach
2. Bingen am Rhein
3. Ingelheim am Rhein
4. Gau-Algesheim
5. Nieder-Olm
6. Nierstein
7. Oppenheim

Obce:
1. Appenheim
2. Aspisheim
3. Badenheim
4. Bodenheim
5. Breitscheid
6. Bubenheim
7. Budenheim
8. Dalheim
9. Dexheim
10. Dienheim
11. Dolgesheim
12. Dorn-Dürkheim
13. Eimsheim
14. Engelstadt
15. Essenheim
16. Friesenheim
17. Gau-Bischofsheim
18. Gensingen
19. Grolsheim
20. Guntersblum
21. Hahnheim
22. Harxheim
23. Heidesheim am Rhein
24. Hillesheim
25. Horrweiler
26. Jugenheim in Rheinhessen
27. Klein-Winternheim
28. Köngernheim
29. Lörzweiler
30. Ludwigshöhe
31. Manubach
32. Mommenheim
33. Münster-Sarmsheim
34. Nackenheim
35. Nieder-Hilbersheim
36. Niederheimbach
37. Ober-Hilbersheim
38. Ober-Olm
39. Oberdiebach
40. Oberheimbach
41. Ockenheim
42. Sankt Johann
43. Schwabenheim an der Selz
44. Selzen
45. Sörgenloch
46. Sprendlingen
47. Stadecken-Elsheim
48. Trechtingshausen
49. Uelversheim
50. Undenheim
51. Wackernheim
52. Waldalgesheim
53. Weiler bei Bingen
54. Weinolsheim
55. Welgesheim
56. Wintersheim
57. Wolfsheim
58. Zornheim
59. Zotzenheim